# 모히칸족
모히칸족(Mohican, /məˈhikən/ 또는 /moʊˈhikən/)은 알곤킨 어족에 속하는 미국 원주민 부족이다. 뉴욕의 허드슨강 상류, 캐츠킬산맥에 살았고, 사냥과 어업으로 생활하고 있었다. 18세기에 백인과 함께 들어온 천연두 등의 전염병과 전쟁 등으로 많은 모히칸 족이 죽었는데, 현재는 위스콘신 샤와노 카운티의 스톡브리지 공동체, 스톡브리지 미국 원주민 거류지의 레드 스프링스와 바테루미 등에 먼시족(델라웨어 족)과 함께 스톡브리지 모히칸 족으로 살고 있다. 이외에도 뉴욕과 매사추세츠주에서도 소수의 커뮤니티를 형성하고 살아가고 있다.

## 어원
본래의 호칭인 ‘마히칸’의 이름의 유래는 ‘늑대’를 의미하는 ‘마힌간(Mahiingan)’에서 같은 알곤킨 어족 계열의 피쿼트족으로부터 독립하여 스스로를 ‘Muheconneok’(허드슨강 그들의 이름)라고 부르고 있었다. 서로 이름은 유사하지만, 백인 작가 제임스 페니모어 쿠퍼가 《모히칸족의 최후》에 ‘마히칸 족’을 ‘모히칸 족’이라고 불렀기 때문에 ‘마히칸 족’은 ‘모히칸 족’이라는 명칭이 더 유명해지고 말았다. 그들은 지금도 스스로 ‘마히칸’이라고 부른다. 또한 《모히칸족의 최후》가 너무 유명해져서, ‘모히칸 족은 이미 멸족했다’고 믿는 백인이 거의 대부분이므로, 많은 관공서와 관계 부처와 대응하고, 권리를 협상하는데도 문전박대를 당하는 일이 많아 이 소설은 매우 성가신 존재가 되었다. 모히칸 족의 언어는 피쿼트족 언어에 가까웠다.

## 특징
모히칸 헤어스타일 또는 모호크 족에서 유래된 모호크 헤어스타일(모호크족도 이 헤어스타일을 하고 있었다.)로 유명하다. 머리의 좌우를 깎거나 또는 삭발한 중간 부분의 머리만 남겨 독특한 헤어스타일로 알려져 있지만, 이 머리 모양은 주로 전사만 했다. 그러나 전사가 전투에 참가할 때, 이 헤어스타일은 그다지 많지 않았다. 많은 모히칸 족이 머리에 문신을 했다.
왐파노아그 족과 델라웨어 족과 우호관계를 맺고 거래를 하고 있었다. 델라웨어 족계의 먼시족은 위스콘신에서 동맹을 맺었다. 모호크 족과 이로쿼이 연방의 부족과는 적대하고 있었다.

## 역사

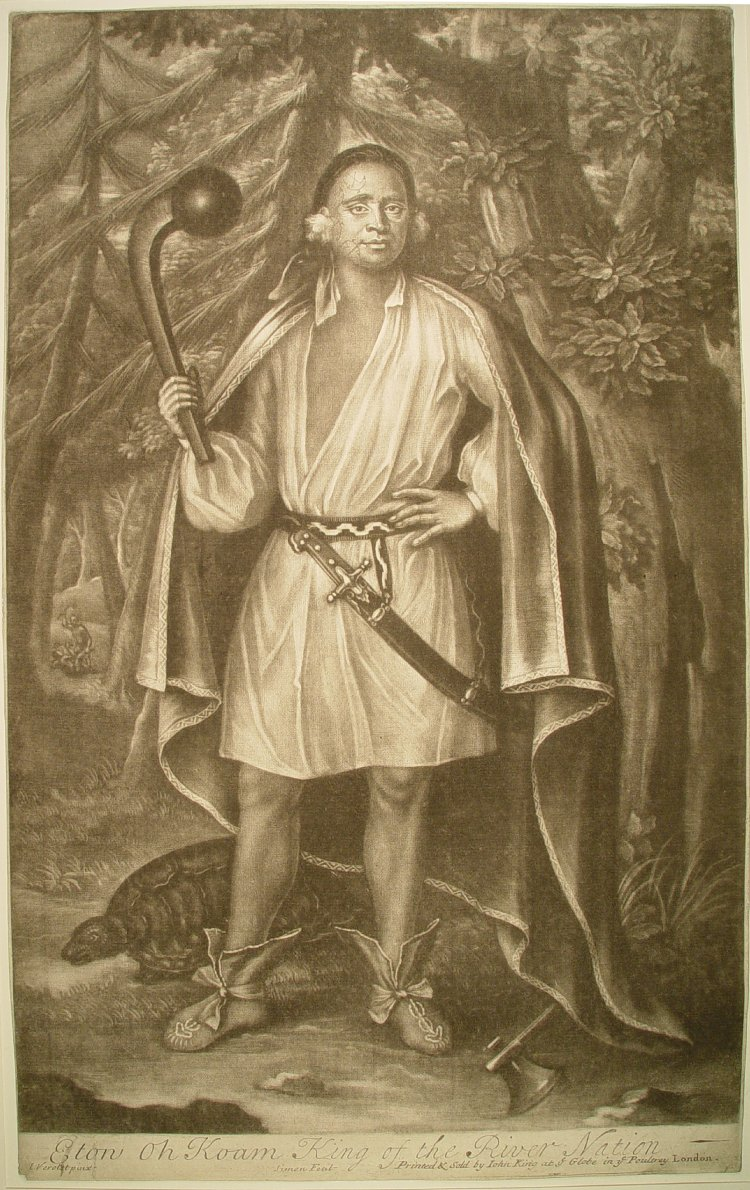
18세기 모히칸족 추장 에토 오 코암(Etow Oh Koam)

1609년 네덜란드 동인도 회사에 소속된 영국인 헨리 허드슨은 모히칸 족의 땅에 가까스로 도착할 수 있었다. 허드슨은 비버와 수달(네덜란드 사람이 가장 선호하는 모피의 종류)이 풍부하게 서식하고 있다는 것을 알게 된 1614년까지 네덜란드는 비버 등의 모피가 떨어져 허드슨강 유역에 식민지를 구축하고, 캐슬 섬이라는 섬에 식민지를 설치했다.
그 무렵 이 땅에 정착하는 모히칸 족은 적대적인 모호크족과 긴장이 고조되어 계속 싸우고 있었다. 결국 모히칸 족은 영유하고 있었던 땅에서 쫓겨나 서쪽으로 갈 수 밖에 없었다. 그 후, 영국이 네덜란드에 대신 정착촌을 영유하면서 모히칸 족은 땅은 빼앗기고 쫓겨나 버렸다. 또한 유럽 사람과 함께 들어온 천연두, 홍역, 디프테리아, 성홍열 등 미국 원주민에게는 없었던 질병으로 모히칸 족이 죽어갔다. 살아남은 모히칸 족의 일부는 델라웨어 족과 이로쿼이 연방 등 근처 부족으로 피난을 갔다. 그리고 다른 많은 이들이 스톡브리지(현 매사추세츠 )로 이주를 했다. 그래서 모히칸족은 스톡브리지 인디언이라고 불리게 되었지만, 곧 다시 쫓겨나 먼시 델라웨어 족(Stockbridge-Munsee)과 함께 위스콘신으로 이주를 해야 했고, 모히칸 족은 먼시 델라웨어 족과 맹약을 맺었다. 스톡브리지 모히칸 족과 만시 델라웨어 족은 지금까지 함께 살고 있다.

## 관련 작품
- 소설 《모히칸 족의 최후》
- 영화 《모히칸 족의 최후》 (1920년)
- 영화 《라스트 오브 모히칸》 (1992년)